# 间断香茶菜
间断香茶菜（学名：Isodon interruptus）也称昆明香茶菜，为唇形科香茶菜属下的一个植物种。